# Tunnelmuseum Niederwillingen

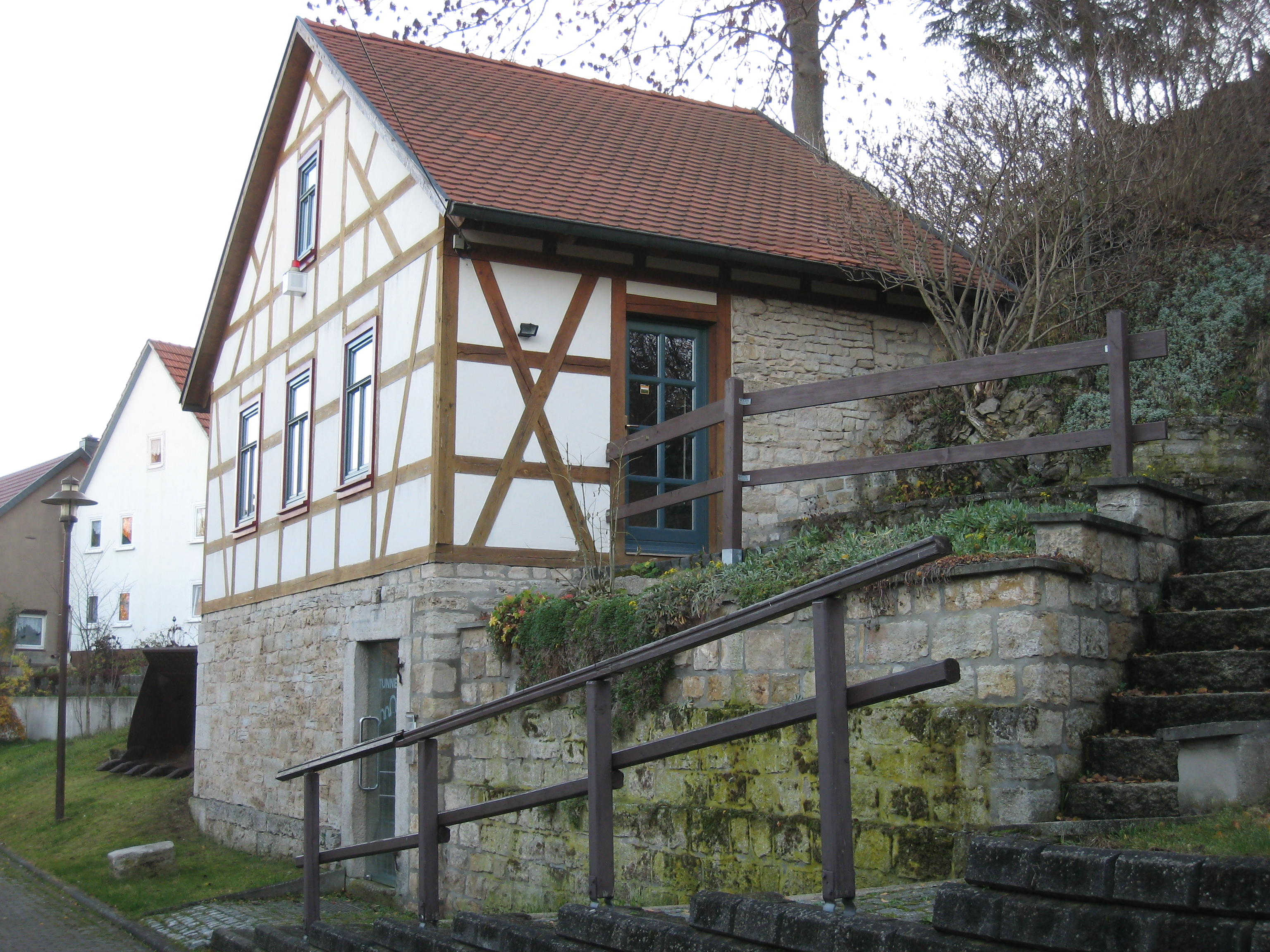
Tunnelmuseum Niederwillingen

Das Tunnelmuseum Niederwillingen ist ein Museum in Niederwillingen, in dem in einem begehbaren Tunnelmodell im Maßstab 1:4 die heutige Tunnelbautechnik und -konstruktion dargestellt wird. Das Museum befindet sich etwa zwei Kilometer nordöstlich des Tunnels Behringen. Drei parallel zueinander verlaufende Tunnelröhren, zwei Röhren der Autobahn und eine der Eisenbahn-Neubaustrecke, bilden den Museumskomplex. Das Museum bietet zudem Informationen zur Geologie, zur Vortriebstechnik und zu den eingesetzten Maschinen und Werkzeugen. Im Tunnelmuseum werden die Landschaftsveränderungen anhand von Fotos, Luftbildaufnahmen und topographischen Karten in Vorher-Nachher-Darstellungen verdeutlicht.